# Efeututen
Die Efeututen (Epipremnum) sind eine Pflanzengattung in der Familie der Aronstabgewächse (Araceae). Die etwa 15 Arten sind vom tropischen und subtropischen Asien bis zu pazifischen Inseln verbreitet.

## Beschreibung

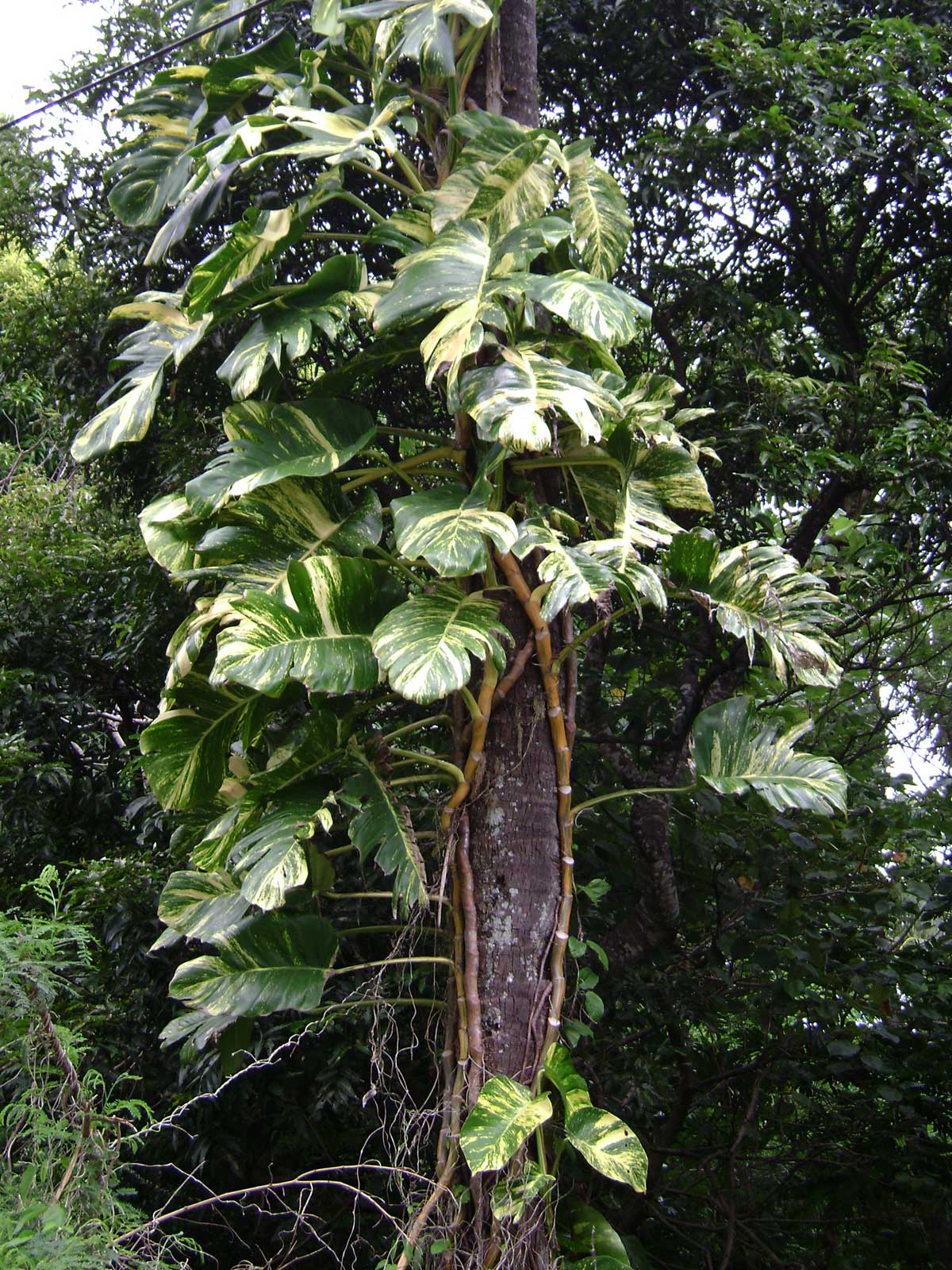
Goldene Efeutute (Epipremnum aureum), verwildert an einem Baumstamm kletternd; je älter die Pflanzen werden, desto größer werden die Blätter

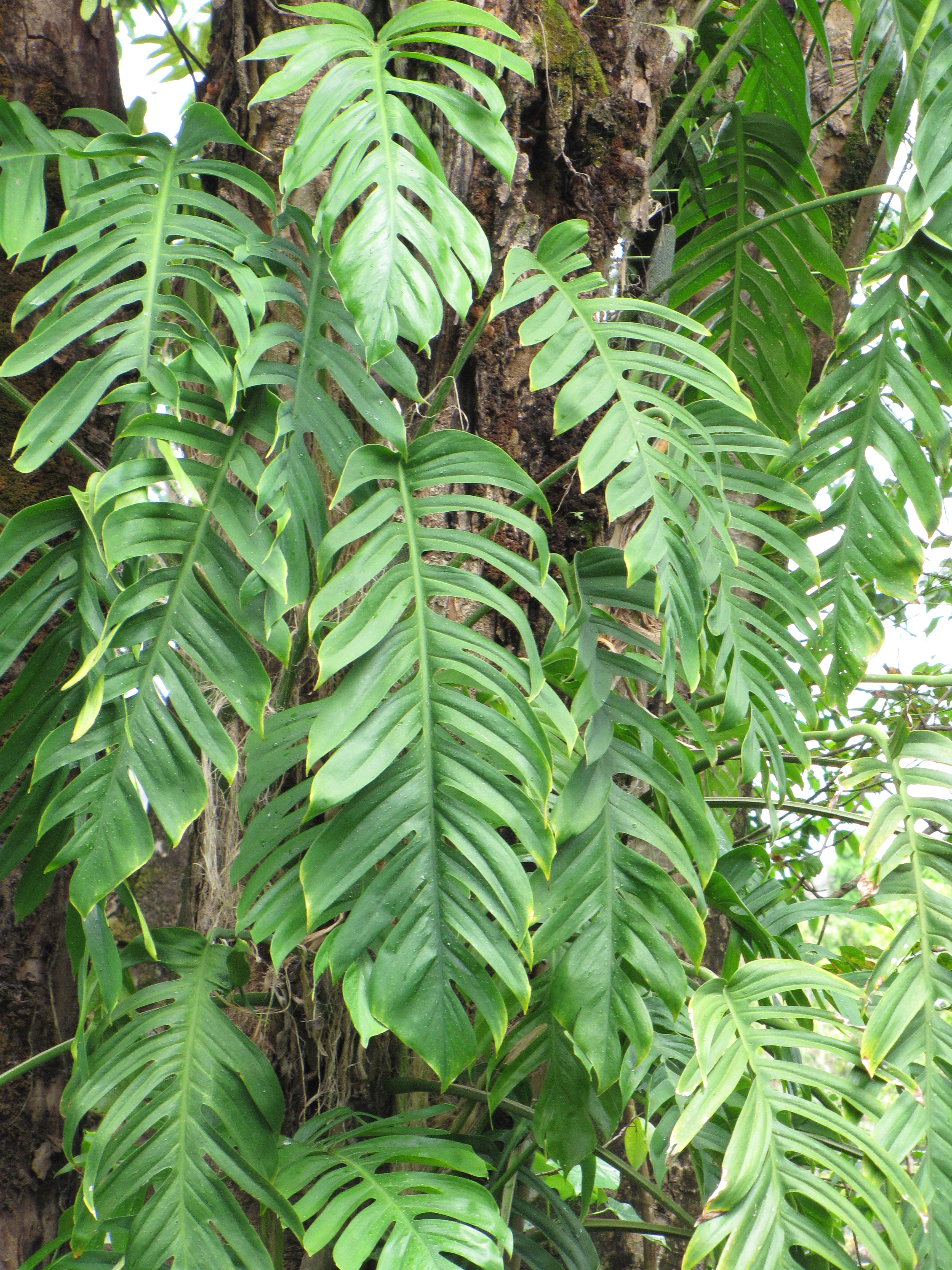
Alte Epipremnum pinnatum

Epipremnum-Arten sind kletternde oder kriechende, ausdauernde krautige Pflanzen, die bis zu Höhen von 20 Meter klettern können. Sie bilden an den Knoten (Nodien) Adventivwurzeln zum Festhalten an Unterlagen, zum Beispiel Baumstämmen. Es ist je Art nur ein Blatttypus (Homophyllie) vorhanden. Die wechselständigen, gestielten, einfachen Laubblätter sind manchmal sekundär geteilt. Manche Sorten sind panaschiert. Die Blattscheiden, Cataphylle und Prophylle sind nicht lange haltbar und verwelken bald.
Die einzeln und zu einigen zusammenstehenden Blütenstände besitzen bleistiftförmige bis leicht zusammengepresst wirkende, unbeblätterte Blütenstandsschäfte. Wie für Araceae typisch bestehen die Blütenstände aus einem Kolben (Spadix) und der ihn umhüllenden Spatha. Die kahnförmige, schmutzig-weiße, grünliche oder gelbe Spatha kann fast geschlossen bleiben oder flach ausgebreitet sein; oft ist sie schon am Welken, bevor die letzten Blüten verblüht sind. Der Kolben ist zylindrisch und verschmälert sich allmählich bis zur Spitze. Der oberste und der unterste Bereich des Kolbens besitzt meist sterile Blüten. Die kleinen Blüten sind zwittrig. Es sind keine Blütenhüllblätter vorhanden. Es sind vier Staubblätter vorhanden. Der Pollen ist 36 bis 44 µm groß. Der einkammerige Fruchtknoten ist zylindrisch, seitlich zusammengedrückt bis ungleichmäßig kantig. Epipremnum besitzen zwei bis vier, selten bis zu sechs anatrope Samenanlagen auf der Basis nur einer Plazenta und damit weniger als Rhaphidophora. Es ist ein deutlicher Griffel vorhanden.
Die Beeren besitzen eine stark vergrößerte Griffelregion. Sie enthalten unterschiedlich gefärbtes, klebriges Fruchtfleisch und nur wenige Samen. Die großen, 3 bis 7 mm langen, 1,5 bis 4,0 mm breiten, gekrümmten (darin unterscheiden sie sich von den anderen Gattungen des Tribus) Samen. Die Samenschale (Testa) ist hart und reliefiert (bei Rhaphidophora ist sie glatt).
An Chromosomenzahlen wurden 2n = 60 (56, 84) ermittelt.

## Inhaltsstoffe und Giftigkeit
Alle Pflanzenteile sind aufgrund des Gehalts an Calciumoxalat – insbesondere für Kleinkinder und Haustiere – giftig, wenn sie in größeren Mengen verzehrt werden. Vergiftungssymptome sind Brennen bzw. Anschwellungen von Lippen, Mund und Rachen sowie Durchfall. Bei häufigem Kontakt kann es zu Irritationen der Haut kommen.

## Verbreitung und Standorte
Das Verbreitungsgebiet der Gattung Epipremnum hat seinen Schwerpunkt in den Regenwäldern des tropischen Asiens und reicht von Japan (Ryūkyū-Inseln) über den Malaiischen Archipel bis Australien (Queensland) und von Indien (Manipur) bis zu den pazifischen Gesellschaftsinseln (Moorea). In vielen subtropischen bis tropischen Ländern der Welt ist Epipremnum aureum verwildert (invasive Pflanze).
Es sind oft Kletterpflanzen in immergrünen Regenwäldern. Sie wachsen meist unter halbschattigen bis schattigen Bedingungen. Manchmal wachsen sie lithophytisch an exponierten Standorten. Besonders häufig findet man Epipremnum aureum in anthropogen gestörten Flächen.

## Systematik
Die Gattung Epipremnum wurde 1857 von Heinrich Wilhelm Schott aufgestellt. Diese basierte auf der einzigen ihm bekannten Art Epipremnum mirabile Schott, heute ein Synonym von Epipremnum pinnatum (L.) Engl. Ein Synonym für Epipremnum Schott ist Anthelia Schott. Die Gattung Epipremnum gehört zur Tribus Monstereae in der Unterfamilie Monsteroideae innerhalb der Familie der Araceae.
Es gibt etwa 15 (früher bis 30) Arten:
- Epipremnum amplissimum (Schott) Engl.: Sie ist von Neuguinea bis Vanuatu verbreitet.[5]
- Goldene Efeutute[7] (Epipremnum aureum (Linden & André) G.S.Bunting): Es ist eine panaschierte Form. (Syn.: Epipremnum pinnatum cv. 'Aureum', Epipremnum pinnatum cv. aureum D.Nicolson, Pothos aureus Linden & André, Rhaphidophora aurea (Lind. & André) Birdsey, Scindapsus aureus (Linden & André) Engl.): Sie kommt ursprünglich nur auf Moorea, die zu den Gesellschaftsinseln gehört, vor.[6][5]
- Epipremnum carolinense Volkens: Sie kommt nur auf den Karolinen vor.[5]
- Epipremnum ceramense (Engl. & K.Krause) Alderw.: Sie kommt nur auf den Molukken vor.[5]
- Epipremnum dahlii Engl.: Sie kommt nur auf dem Bismarck-Archipel vor.[5]
- Epipremnum falcifolium Engl.: Sie ist auf Borneo verbreitet.[5]
- Epipremnum giganteum (Roxb.) Schott: Sie ist von Indochina bis Malaysia verbreitet.[5]
- Epipremnum meeboldii K.Krause: Sie kommt in Assam (Manipur) vor.[5]
- Epipremnum moluccanum Schott: Sie kommt nur auf den Molukken vor.[5]
- Epipremnum moszkowskii K.Krause: Sie kommt im westlichen Neuguinea vor.[5]
- Epipremnum nobile (Schott) Engl.: Sie kommt in Sulawesi vor.[5]
- Epipremnum obtusum Engl. & K.Krause: Sie kommt in Papua-Neuguinea vor.[5]
- Epipremnum papuanum Alderw.: Sie kommt in Papua-Neuguinea vor.[5]
- Gefleckte Efeutute[7] (Epipremnum pinnatum (L.) Engl.; Syn.: Epipremnum mirabile Schott): Sie ist tropischen und subtropischen Asien und auf pazifischen Inseln weitverbreitet.[5]
- Epipremnum silvaticum Alderw.: Sie kommt auf Sumatra vor.[5]

## Verwendung
Die Kulturformen von Epipremnum aureum, deren gelbgefleckte Kulturformen Goldene Efeutute genannt werden, sind leicht zu pflegende, weitverbreitete und schattenverträgliche Zimmerpflanzen.